# William Devane
William Joseph Devane (Albany, 5 settembre 1939) è un attore statunitense.

## Biografia
William Devane nasce ad Albany (New York) il 5 settembre 1939, e studia presso l'American Academy of Dramatic Arts di New York, esordendo in numerose produzioni off-Broadway.
Devane compare nel 1976 in due film di prestigio, Complotto di famiglia, ultima pellicola diretta da Alfred Hitchcock, e Il maratoneta di John Schlesinger. Nel 1999 prende parte a Payback - La rivincita di Porter accanto a Mel Gibson, e nel 2000 è fra gli interpreti di Space Cowboys, diretto da Clint Eastwood.
Attivo anche in televisione, dal 1983 al 1993 partecipa a California nel ruolo di Greg Sumner, e interpreta inoltre il dottor Dix nella serie di film per la televisione Jesse Stone, con protagonista Tom Selleck. Inoltre, ha preso parte anche alla serie televisiva 24, interpretando il Segretario di Stato degli Stati Uniti d'America James Heller.

## Filmografia parziale

### Cinema
- I compari (McCabe & Mrs. Miller), regia di Robert Altman (1971)
- La mortadella, regia di Mario Monicelli (1971)
- The Missiles of October, regia di Anthony Page (1974)
- Rapporto al capo della polizia (Report to the Commissioner), regia di Milton Katselas (1976)
- Il maratoneta (Marathon Man), regia di John Schlesinger (1976)
- Complotto di famiglia (Family Plot), regia di Alfred Hitchcock (1976)
- Rolling Thunder, regia di John Flynn (1977)
- Gli orsi interrompono l'allenamento (The Bad News Bears in Breaking Training), regia di Michael Pressman (1977)
- Yankees (Yanks), regia di John Schlesinger (1979)
- Vital signs: un anno, una vita (Vital Signs), regia di Marisa Silver (1990)
- Payback - La rivincita di Porter (Payback), regia di Brian Helgeland (1999)
- Space Cowboys, regia di Clint Eastwood (2000)
- L'uomo senza ombra (Hollow Man), regia di Paul Verhoeven (2000)
- Stargate: Continuum, regia di Martin Wood (2008)
- The Fall, regia di John Krueger (2008)
- Il fiume delle verità (The River Why), regia di M.Leutwiler (2010)
- Il cavaliere oscuro - Il ritorno (The Dark Knight Rises), regia di Christopher Nolan (2012)
- Interstellar, regia di Christopher Nolan (2014)

### Televisione
- California (Knots Landing) – serie TV, 266 episodi (1983-1993)
- I cacciatori del tempo (Timestalkers), regia di Michael Schultz – film TV (1987)
- Phenom – serie TV, 21 episodi (1993-1994)
- Operazione Rembrandt (Night Watch), regia di David Jackson – film TV (1995)
- Volo 174: caduta libera (Falling from the Sky: Flight 174), regia di Jorge Montesi – film TV (1995)
- Ultime dal cielo (Early Edition) – serie TV, 5 episodi (1997-1999)
- X-Files (The X-Files) – serie TV, episodio 9x19 (2002)
- West Wing - Tutti gli uomini del Presidente (The West Wing) – serie TV, episodio 5x02 (2003)
- Stargate SG-1 – serie TV, 3 episodi (2004)
- 24 – serie TV, 20 episodi (2005-2007)
- NCIS - Unità anticrimine (NCIS) – serie TV, episodio 8x02 (2010)
- Psych – serie TV, episodio 5x06 (2010)
- Revenge – serie TV, episodio 1x14 (2011)
- 24: Live Another Day – serie TV, 12 episodi (2014)
- Bosch: l'eredità (Bosch: Legacy) – serie TV, 4 episodi (2022)

## Doppiatori italiani
Nelle versioni in italiano delle opere in cui ha recitato, William Devane è stato doppiato da:
- Dario Penne in 24, A proposito di Brian, Revenge, 24: Live Another Day, Fuoco sotto la neve
- Sergio Di Giulio in Payback - La rivincita di Porter, Turks, Il fiume delle verità
- Michele Gammino in Il cavaliere oscuro - Il ritorno, Interstellar, The Grinder
- Carlo Marini in Crazy Runners - Quei pazzi pazzi sulle autostrade, The Badge - Inchiesta Scandalo
- Gerolamo Alchieri ne I Crumb, La trappola dell'innocenza
- Massimo Corvo in I cacciatori del tempo, Phenom
- Giorgio Lopez in L'uomo senza ombra, Jesse Stone
- Ferruccio Amendola ne I compari
- Romano Malaspina in Intesa fatale
- Enrico Maria Salerno in La mortadella
- Stefano Satta Flores in Il maratoneta
- Luigi Vannucchi in Complotto di famiglia
- Sergio Graziani in Rolling Thunder
- Elio Zamuto in X-Files
- Franco Zucca in Ultime dal cielo
- Sergio Di Stefano in West Wing - Tutti gli uomini del Presidente
- Ugo Maria Morosi in Space Cowboys
- Pietro Biondi in Avventura nello spazio
- Paolo Marchese in NCIS - Unità anticrimine
- Oliviero Dinelli in Psych
- Alessandro Rossi in Stargate: Continuum
- Gino La Monica in Bosch: l'eredità
- Saverio Moriones in Monte Walsh - Il nome della giustizia (ridoppiaggio)